# Uranoclita
La uranoclita és un mineral de la classe dels òxids.

## Característiques
La uranoclita és un òxid de fórmula química (UO₂)₂(OH)₂Cl₂(H₂O)₄. Va ser aprovada com a espècie vàlida per l'Associació Mineralògica Internacional l'any 2021, sent publicada el mateix any. Cristal·litza en el sistema monoclínic.
Les mostres que van servir per a determinar l'espècie, el que es coneix com a material tipus, es troben conservades a les col·leccions mineralògiques del Museu d'Història Natural del Comtat de Los Angeles, a Los Angeles (Califòrnia) amb els números de catàleg: 75101 i 75102.

## Formació i jaciments
Va ser descoberta a la mina Blue Lizard, situada al districte miner de Red Canyon, al comtat de San Juan (Utah, Estats Units), l'únic indret de tot el planeta on ha estat descrita aquesta espècie mineral.